# 서재

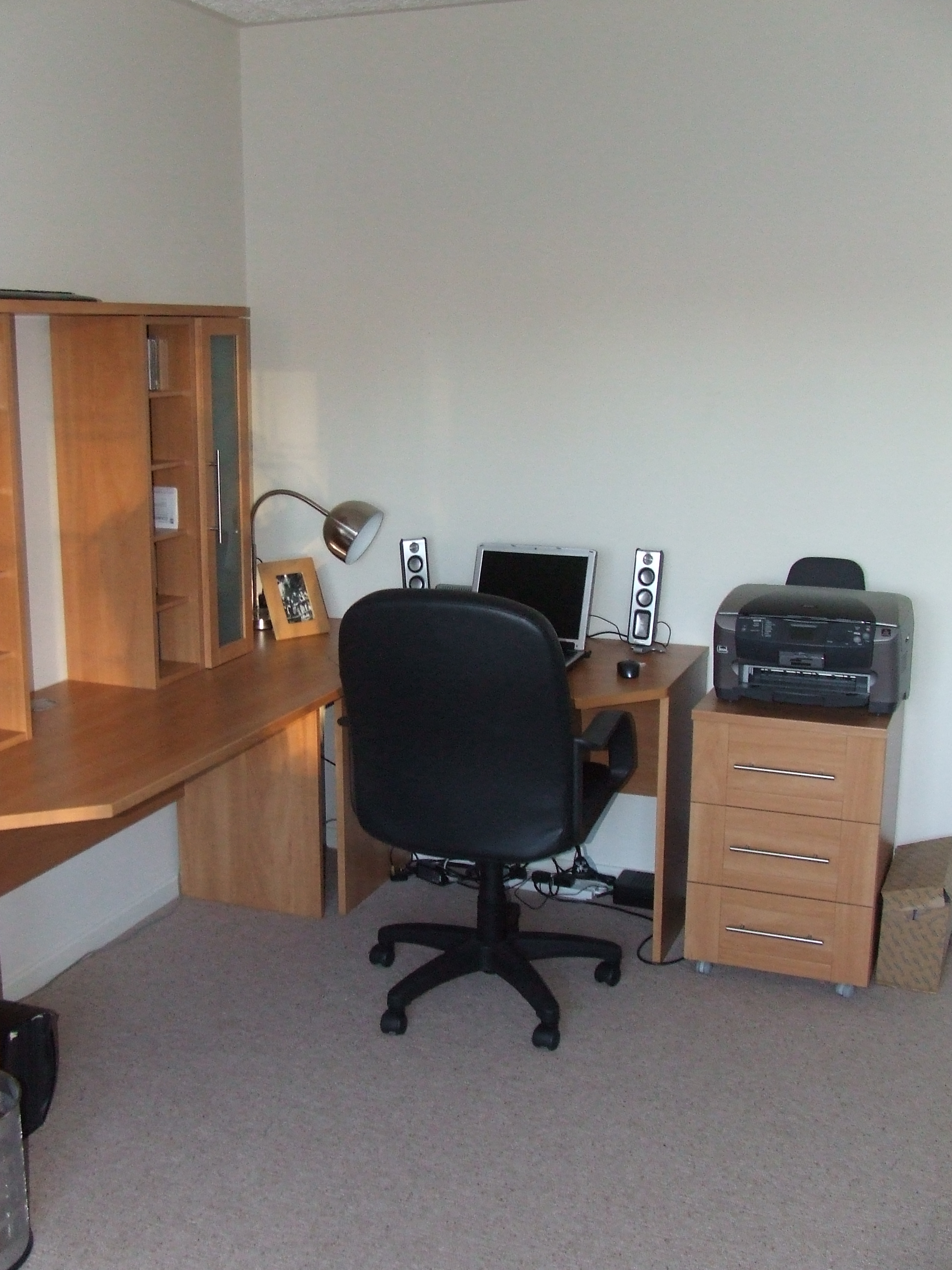
서재

서재(書齋)는 문서 작업, 컴퓨터 작업, 독서 등에 사용되는 집 안의 방이다. 역사적으로, 과거에 서재는 가족들 중 가장이었던 아버지의 개인용 사무실과 독서실로 이용되었다. 오늘날에는 일반적으로 재택 사업을 운영하거나, 가족 전체가 쓰는 방으로 사용되고 있다.

## 개요
일반적으로 서재는 책상, 의자, 컴퓨터, 책상용 전등, 책장, 책, 서류 보관함 등으로 구성되어 있다. 집에서 여분의 침실이 서재로 사용되기도 하나, 오늘날 대부분의 집에서는 특별히 서재로 사용되는 방이 있다.

## 재택 근무와 서재
전자 통신과 팩스, 컴퓨터 기술의 출현으로 인해 재택근무용 공간 또한 상용되기 시작하였다. 미국의 직업을 가진 성인 중 거의 30% 정도가 일부 작업을 재택근무로 하고 있다고 보고되었다. 또한 정부 통계에 따르면 2014년 영국에서는 420만 명이 재택근무를 하였는데, 이는 1998년의 수치보다 31%가 증가한 것이다. 인터넷은 제한적이었던 과거의 서재를 오늘날의 소호 형태로 전환시켜 주었다. 1970년대 이후 월드 와이드 웹을 통해 이루어진 기술 혁명은 재택근무자들의 전세계적인 소통과 생산을 가능하게 했다.